# Laccophilus gounellei
Laccophilus gounellei är en skalbaggsart som beskrevs av Régimbart 1903. Laccophilus gounellei ingår i släktet Laccophilus och familjen dykare. Inga underarter finns listade i Catalogue of Life.